# Алкогольная семья
Алкогольная семья — дисфункциональная семья, объединенная вокруг потребления алкоголя одним, несколькими или всеми своими членами. Иные цели, кроме потребления алкоголя, как правило, отсутствуют, либо ограничиваются поддержанием жизни.

## Дети в алкогольной семье
Психология ребенка в алкогольной семье надломлена — он нередко безнадзорен, избиваем пьющими родственниками и их собутыльниками, имеет проблемы в школе и отстает в развитии. Кроме того, как правило, он не верит обещаниям, так как пьющие их часто не выполняют. Нередко такой ребенок — сформировавшийся алкоголик уже в раннем возрасте.